# Montjavoult
Montjavoult és un municipi francès, situat al departament de l'Oise i a la regió dels Alts de França. L'any 2007 tenia 497 habitants.

## Demografia

### Població
El 2007 la població de fet de Montjavoult era de 497 persones. Hi havia 172 famílies de les quals 32 eren unipersonals (24 homes vivint sols i 8 dones vivint soles), 60 parelles sense fills, 68 parelles amb fills i 12 famílies monoparentals amb fills.
La població ha evolucionat segons el següent gràfic:
Habitants censats

### Habitatges
El 2007 hi havia 236 habitatges, 179 eren l'habitatge principal de la família, 51 eren segones residències i 6 estaven desocupats. 225 eren cases i 11 eren apartaments. Dels 179 habitatges principals, 140 estaven ocupats pels seus propietaris, 34 estaven llogats i ocupats pels llogaters i 4 estaven cedits a títol gratuït; 1 tenia una cambra, 15 en tenien dues, 21 en tenien tres, 38 en tenien quatre i 103 en tenien cinc o més. 143 habitatges disposaven pel capbaix d'una plaça de pàrquing. A 74 habitatges hi havia un automòbil i a 95 n'hi havia dos o més.

### Piràmide de població
La piràmide de població per edats i sexe el 2009 era:
| Homes | Edats   | Dones |
| ----- | ------- | ----- |
| 0     | 95 o +  | 0     |
| 0     | 90 a 94 | 0     |
| 0     | 85 a 89 | 0     |
| 0     | 80 a 84 | 0     |
| 4     | 75 a 79 | 8     |
| 4     | 70 a 74 | 8     |
| 20    | 65 a 69 | 16    |
| 4     | 60 a 64 | 16    |
| 8     | 55 a 59 | 8     |
| 20    | 50 a 54 | 8     |
| 44    | 45 a 49 | 12    |
| 4     | 40 a 44 | 32    |
| 32    | 35 a 39 | 16    |
| 0     | 30 a 34 | 12    |
| 12    | 25 a 29 | 8     |
| 4     | 20 a 24 | 8     |
| 28    | 15 a 19 | 12    |
| 40    | 10 a 14 | 28    |
| 36    | 5 a 9   | 12    |
| 12    | 0 a 4   | 4     |

## Economia
El 2007 la població en edat de treballar era de 310 persones, 216 eren actives i 94 eren inactives. De les 216 persones actives 200 estaven ocupades (114 homes i 86 dones) i 16 estaven aturades (9 homes i 7 dones). De les 94 persones inactives 24 estaven jubilades, 35 estaven estudiant i 35 estaven classificades com a «altres inactius».

### Ingressos
El 2009 a Montjavoult hi havia 175 unitats fiscals que integraven 445,5 persones, la mediana anual d'ingressos fiscals per persona era de 23.580 €.

### Activitats econòmiques
Dels 13 establiments que hi havia el 2007, 5 eren d'empreses de construcció, 2 d'empreses de comerç i reparació d'automòbils, 1 d'una empresa de transport, 1 d'una empresa d'informació i comunicació, 2 d'empreses immobiliàries, 1 d'una empresa de serveis i 1 d'una empresa classificada com a «altres activitats de serveis».
Dels 6 establiments de servei als particulars que hi havia el 2009, 2 eren paletes, 2 electricistes i 2 agències immobiliàries.
L'únic establiment comercial que hi havia el 2009 era una botiga d'equipament de la llar.
L'any 2000 a Montjavoult hi havia 11 explotacions agrícoles que ocupaven un total de 1.048 hectàrees.

## Equipaments sanitaris i escolars
El 2009 hi havia una escola elemental integrada dins d'un grup escolar amb les comunes properes formant una escola dispersa.

## Poblacions més properes
El següent diagrama mostra les poblacions més properes.